# Formica militaris
Formica militaris é uma espécie de formiga do gênero Formica, pertencente à subfamília Formicinae.